# Camponotus dorycus
Camponotus dorycus es una especie de hormiga del género Camponotus, tribu Camponotini. Fue descrita científicamente por Smith en 1860.
Se distribuye por China, Indonesia, Australia y Papúa Nueva Guinea. Se ha encontrado a elevaciones de hasta 200 metros. Vive en bosques húmedos y troncos podridos.